# Moira Lister
Moira Lister de Gachassin-Lafite, viscontessa d'Orthez (Città del Capo, 6 agosto 1923 – Città del Capo, 27 ottobre 2007) è stata un'attrice e scrittrice sudafricana.

## Filmografia
- The Shipbuilders, regia di John Baxter (1943)
- Racconto d'amore (Love Story), regia di Leslie Arliss (1944)
- The Agitator, regia di John Harlow (1945)
- My Ain Folk, regia di Germain Burger (1945)
- Don Chicago, regia di Maclean Rogers (1945)
- Un delitto nella notte (Wanted for Murder), regia di Lawrence Huntington (1946)
- Amarti è la mia dannazione (So Evil My Love), regia di Lewis Allen (1948)
- Uneasy Terms, regia di Vernon Sewell (1948)
- Frieda (1948) - film TV
- Another Shore, regia di Charles Crichton (1948)
- Once a Jolly Swagman, regia di Jack Lee (1949)
- A Run for Your Money, regia di Charles Frend (1949)
- Files from Scotland Yard, regia di Anthony Squire (1951)
- Città in agguato (Pool of London), regia di Basil Dearden (1951)
- Mon phoque et elles (My Seal and Them), regia di Pierre Billon (1951)
- Quelli che mai disperano (White Corridors), regia di Pat Jackson (1951)
- Something Money Can't Buy, regia di Pat Jackson (1952)
- Mare crudele (The Cruel Sea), regia di Charles Frend (1953)
- Grand National Night, regia di Bob McNaught (1953)
- The Limping Man, regia di Cy Endfield (1953)
- Precipitevolissimevolmente (Trouble in Store), regia di John Paddy Carstairs (1953)
- John and Julie, regia di William Fairchild (1955)
- Profondo come il mare (The Deep Blue Sea), regia di Anatole Litvak (1955)
- La settima onda (Seven Waves Away), regia di Richard Sale (1957)
- Una Rolls-Royce gialla (The Yellow Rolls-Royce), regia di Anthony Asquith (1964)
- La dolce vita del soldato Joe (Joey Boy), regia di Frank Launder (1965)
- Doppio bersaglio (The Double Man), regia di Franklin J. Schaffner (1967)
- Uno sconosciuto in casa (Stranger in the House), regia di Pierre Rouve (1967)
- Not Now, Darling, regia di Ray Cooney, David Croft (1973)
- Dieci piccoli indiani (Ten Little Indians), regia di Alan Birkinshaw (1989)
- Il magico regno delle favole (The 10th Kingdom) (2000) - miniserie TV
- Sterne über Madeira, regia di Marco Serafini (2005) - film TV
- Uragano (Flood), regia di Tony Mitchell (2007)